# Північна Конюшина
Північна Конюшина, або Сєвєрний Клєвєр (рос. Северный Клевер) — військова база Російської Федерації на острові Котельний в архіпелазі Новосибірські острови. База знаходиться на території Булунського улусу (району) Республіка Саха (Якутія). Біля бази розташований військовий аеродром Острів Котельний (Темп).

## Опис
Військова база Північна Конюшина — перше у Збройних Силах Росії військове містечко замкнутого циклу, побудоване в Арктиці. З висоти комплекс нагадує трилисник конюшини. Кольорове рішення фасадів адміністративно-житлового комплексу виконано в кольорах прапора Росії.
До складу бази входить комплекс об'єктів:
- будівля адміністративно-житлового комплексу (адміністративні приміщення, навчальні приміщення, вузол зв'язку, медичний модуль, готель, санітарно-побутовий блок з сауною, приміщення для активного відпочинку, актовий зал, оранжерея, склади майна і продовольства, їдальня);
- паркова зона;
- енергоблок;
- склад ПММ;
- споруди водопостачання (водовидобутку) і каналізації;
- очисні споруди та утилізації відходів.

База має замкнутий цикл життєзабезпечення, що дозволяє особовому складу не виходити в зовнішнє середовище без особливої необхідності. Всі системи пов'язані між собою закритими переходами, що дозволяє максимально убезпечити військовослужбовців від впливу несприятливих погодних умов. Переміщення між будівлями і спорудами комплексу можуть здійснюватися по надземних опалювальних переходах.
Комплекс розрахований на одночасне проживання понад 250 осіб.
На базі розміщується 99-а тактична група.